# BK Temp-SUMZ-UMMC Revda
Basketbolnyj kloeb Temp-SUMZ-UMMC Revda (Russisch: Баскетбольный клуб Темп-СУМЗ-УГМК Ревда) is een professionele basketbalclub uit de Russische stad Revda, oblast Sverdlovsk.

## Geschiedenis
De club werd opgericht op 23 augustus 1999. De basis voor de oprichting van het project was "SUMZ" ("kopergieterij van Sredneoeralsk") uitgevoerd met de steun van Sportkomplex "Temp", dat is de belangrijkste maatschappelijk belangrijke sportfaciliteiten voor werknemers. In het seizoen 2015/16 werd het team hernoemd naar Temp-SUMZ-UMMC, naar een van zijn sponsors: de Mijnbouw-Metallurgisch bedrijf van de Oeral. In 2020 verloor Temp-SUMZ-UMMC Revda de Bekerfinale van Rusland van BK Samara over twee wedstrijden met een totaalscore van 135-149 te verslaan. In 2021 was het wel raak. Temp-SUMZ-UMMC Revda won de Bekerfinale van Rusland van Vostok-65 Joezjno-Sachalinsk over twee wedstrijden met een totaalscore van 162-145. In 2022 verloor Temp-SUMZ-UMMC Revda voor de tweede keer de Bekerfinale van Rusland door in de finale voor de tweede keer van BK Samara over twee wedstrijden met een totaalscore van 149-151 te verliezen.

## Erelijst
- Landskampioen Rusland: (divisie B)
  - Tweede: 2016
  - Derde: 2018, 2019, 2021, 2022
- Bekerwinnaar Rusland: 1
  - Winnaar: 2021
  - Runner-up: 2020, 2022
  - Derde: 2016

## Bekende (oud)-spelers
- Ivan Pavlov
- Anton Glazoenov
- Sergej Toropov

## Bekende (oud)-coaches
- Sergej Goebin
- Vladislav Konovalov
- Valeri Korostelev
- Oleg Melesjtsjenko
- Aleksej Lobanov